# 樓茜妮
樓茜妮（Teresa Lou，1977年11月3日—），香港亞洲電視前女藝人，1999年“亞洲小姐競選”冠軍及最上鏡小姐。
樓茜妮以其傲人的上圍及甜美笑容著稱，可惜當時亞視虧損嚴重，自製劇數量減少，所以一直缺乏演出機會。樓茜妮在2004年約滿離開亞視後淡出娛樂圈，之後幫助其父經營珠寶生意。

## 電視劇（亞洲電視）
- 2000年 香港一家人 飾  阿蓮
- 2000年 你想的愛 飾 Ada
- 2001年 祖先開眼 飾 阿花
- 2002年 暴風型警 飾 關美琪
- 2002年 親子情未了 飾 姚海琳
- 2002年 有求必應 飾 馬拉高
- 2003年 萬家燈火 飾 Lily
- 2004年 八號巴士站站情 飾 錢歡顔
- 2004年 異世驚情夢

## 過往緋聞
樓茜妮曾先後與已故香港富商林建名、已故中華人民共和國副主席王震之孫Jason、無綫電視藝人陳展鵬傳出緋聞。